# Olympiakos Leukōsias
L'Olympiakos Leukōsias, (in greco Ολυμπιακός Λευκωσίας?), noto in italiano come Olympiakos Nicosia, è una società calcistica cipriota con sede nella città di Nicosia, capitale di Cipro, militante nella B' Katīgoria.
Per titoli vinti è la terza squadra più importante di Nicosia, tra le prime a livello nazionale.

## Storia
Il club fu costituito nel 1931 ed è uno dei membri fondatori della federcalcio cipriota. La prima maglia è nera e verde. Nei primi anni di storia è finito sempre nelle ultime posizioni del campionato (spesso ultima).
Il periodo di maggiore splendore l'ha avuto tra la fine degli anni sessanta e l'inizio degli anni settanta, quando vinse tre campionati e una Supercoppa, partecipando per tre volte al Campionato di calcio greco (per altro retrocedendo subito in tutte e tre le occasioni).
Ha vinto in tutto 3 campionati ciprioti, una Coppa di Cipro e una Supercoppa di Cipro.
Le sue partecipazioni alle coppe europee (tre volte nella Coppa Campioni, una nella Coppa delle Coppe, due in Coppa Uefa e due nella Coppa Intertoto) si sono tutte risolte con eliminazioni al primo turno e sconfitte piuttosto nette, tanto che la migliore prestazione può essere considerata quella del 2001-2002, quando superò il turno preliminare contro il Dunaferr (ottenendo l'unica vittoria in campo europeo), per poi essere eliminati al primo turno.
Nella sua storia ha partecipato sempre al massimo campionato cipriota, tranne 1937-'38 e 1947-'48 (non attivo) e nei campionati di Seconda Divisione 1983-'84, 1997-'98 (entrambi vinti), 2008-'09 (unico campionato di Seconda Divisione concluso senza promozione) e 2009-'10.

## Colori e simboli
La prima maglia è di colore nero e verde: tali colori sono richiamati anche nella seconda e da essi vengono soprannominati i giocatori (in greco Μαυροπρασινοι cioè Verdeneri).
Nello stemma è rappresentata una tenda.

## Strutture

### Stadio
L'Olympiakos gioca le partite in casa nello Stadio Neo GSP di Nicosia (23.400 posti a sedere).

## Statistiche e record

### Partecipazione ai campionati
| Livello | Categoria         | Partecipazioni | Debutto   | Ultima stagione |
| ------- | ----------------- | -------------- | --------- | --------------- |
| 1°      | Divisione A       | 69             | 1934-1935 | 2012-2013       |
| 2°      | Seconda Divisione | 5              | 1983-1984 | 2013-2014       |

### Bilancio nelle competizioni europee
| Competizione       | Giocate | Vittorie | Pareggi | Sconfitte | Gol fatti | Gol subìti |
| ------------------ | ------- | -------- | ------- | --------- | --------- | ---------- |
| Coppa dei Campioni | 6       | 0        | 1       | 5         | 4         | 36         |
| Coppa UEFA         | 6       | 1        | 2       | 3         | 9         | 26         |
| Coppa delle Coppe  | 2       | 0        | 0       | 2         | 1         | 8          |
| Coppa Intertoto    | 4       | 0        | 0       | 4         | 1         | 23         |
| Totale             | 18      | 1        | 3       | 14        | 15        | 93         |

## Palmarès

### Competizioni nazionali
- Campionati ciprioti: 3

1966-1967, 1968-1969, 1970-1971
- Coppe di Cipro: 1

1976-1977
- Supercoppe di Cipro: 1

1967
- Divisione B cipriota: 2

1983-1984, 1997-1998

### Altri piazzamenti
- Campionato cipriota:

Secondo posto: 1964-1965, 1965-1966, 1972-1973, 2000-2001
Terzo posto: 1947-1948, 1974-1975
- Coppa di Cipro:

Finalista: 1961-1962, 1977-1978, 1990-1991, 2020-2021
Semifinalista: 1936-1937, 1940-1941, 1945-1946, 1946-1947, 1947-1948, 1954-1955, 1958-1959, 1963-1964, 1965-1966, 1972-1973, 1986-1987, 1989-1990, 1992-1993, 2003-2004, 2022-2023
- B' Katīgoria:

Secondo posto: 2024-2025
Terzo posto: 2009-2010, 2016-2017

## Organico

### Rosa 2023-2024
Aggiornata al 6 novembre 2023.
| N. |                          | Ruolo | Calciatore           |
| -- | ------------------------ | ----- | -------------------- |
| 2  | Cipro (bandiera)         | D     | Paris Psaltis        |
| 3  | Guinea-Bissau (bandiera) | D     | Sambinha             |
| 5  | Ghana (bandiera)         | C     | Kingsley Sarfo       |
| 7  | Camerun (bandiera)       | A     | Edgar Salli          |
| 8  | Grecia (bandiera)        | C     | Iraklīs Garoufalias  |
| 9  | Grecia (bandiera)        | A     | Vasilīs Mantzīs      |
| 10 | Brasile (bandiera)       | C     | Gustavo              |
| 11 | Camerun (bandiera)       | C     | Fabrice Kah          |
| 14 | Spagna (bandiera)        | C     | Omar Santana         |
| 15 | Spagna (bandiera)        | D     | Christian Manrique   |
| 20 | Cipro (bandiera)         | A     | Panagiotis Zachariou |
| 23 | Cipro (bandiera)         | C     | Marios Pechlivanis   |

| N. |                          | Ruolo | Calciatore                    |
| -- | ------------------------ | ----- | ----------------------------- |
| 24 | Cipro (bandiera)         | D     | Stelios Andreou               |
| 28 | Cipro (bandiera)         | D     | Constantinos Soteriou         |
| 29 | Bulgaria (bandiera)      | A     | Stanislav Kostov              |
| 32 | Cipro (bandiera)         | D     | Evangelos Kyriacou (capitano) |
| 31 | Guinea-Bissau (bandiera) | C     | Nani Soares                   |
| 39 | Curaçao (bandiera)       | A     | Gino van Kessel               |
| 71 | Grecia (bandiera)        | P     | Christos Karadais             |
| 80 | Giordania (bandiera)     | C     | Omar Hani                     |
| 87 | Portogallo (bandiera)    | C     | Renato Santos                 |
| 93 | Cipro (bandiera)         | P     | Neofytos Michaīl              |
| 96 | Grecia (bandiera)        | A     | Fiorin Durmishaj              |
|    | Serbia (bandiera)        | D     | Nemanja Miletić               |

### Rosa 2022-2023
Aggiornata al 25 febbraio 2023.
| N. |                          | Ruolo | Calciatore           |
| -- | ------------------------ | ----- | -------------------- |
| 2  | Cipro (bandiera)         | D     | Paris Psaltis        |
| 3  | Guinea-Bissau (bandiera) | D     | Sambinha             |
| 5  | Ghana (bandiera)         | C     | Kingsley Sarfo       |
| 7  | Camerun (bandiera)       | A     | Edgar Salli          |
| 8  | Grecia (bandiera)        | C     | Iraklīs Garoufalias  |
| 9  | Grecia (bandiera)        | A     | Vasilīs Mantzīs      |
| 10 | Brasile (bandiera)       | C     | Gustavo              |
| 11 | Camerun (bandiera)       | C     | Fabrice Kah          |
| 14 | Spagna (bandiera)        | C     | Omar Santana         |
| 15 | Spagna (bandiera)        | D     | Christian Manrique   |
| 20 | Cipro (bandiera)         | A     | Panagiotis Zachariou |
| 23 | Cipro (bandiera)         | C     | Marios Pechlivanis   |

| N. |                          | Ruolo | Calciatore                    |
| -- | ------------------------ | ----- | ----------------------------- |
| 24 | Cipro (bandiera)         | D     | Stelios Andreou               |
| 28 | Cipro (bandiera)         | D     | Constantinos Soteriou         |
| 29 | Bulgaria (bandiera)      | A     | Stanislav Kostov              |
| 32 | Cipro (bandiera)         | D     | Evangelos Kyriacou (capitano) |
| 31 | Guinea-Bissau (bandiera) | C     | Nani Soares                   |
| 39 | Curaçao (bandiera)       | A     | Gino van Kessel               |
| 71 | Grecia (bandiera)        | P     | Christos Karadais             |
| 80 | Giordania (bandiera)     | C     | Omar Hani                     |
| 93 | Cipro (bandiera)         | P     | Neofytos Michaīl              |
| 96 | Grecia (bandiera)        | A     | Fiorin Durmishaj              |
|    | Serbia (bandiera)        | D     | Nemanja Miletić               |

### Rosa 2021-2022
Aggiornata al 15 settembre 2021.
| N. |                          | Ruolo | Calciatore           |
| -- | ------------------------ | ----- | -------------------- |
| 2  | Cipro (bandiera)         | D     | Paris Psaltis        |
| 3  | Guinea-Bissau (bandiera) | D     | Sambinha             |
| 5  | Ghana (bandiera)         | C     | Kingsley Sarfo       |
| 7  | Camerun (bandiera)       | A     | Edgar Salli          |
| 8  | Grecia (bandiera)        | C     | Iraklīs Garoufalias  |
| 9  | Grecia (bandiera)        | A     | Vasilīs Mantzīs      |
| 10 | Brasile (bandiera)       | C     | Gustavo              |
| 11 | Camerun (bandiera)       | C     | Fabrice Kah          |
| 14 | Spagna (bandiera)        | C     | Omar Santana         |
| 15 | Spagna (bandiera)        | D     | Christian Manrique   |
| 20 | Cipro (bandiera)         | A     | Panagiotis Zachariou |
| 23 | Cipro (bandiera)         | C     | Marios Pechlivanis   |

| N. |                          | Ruolo | Calciatore                    |
| -- | ------------------------ | ----- | ----------------------------- |
| 24 | Cipro (bandiera)         | D     | Stelios Andreou               |
| 28 | Cipro (bandiera)         | D     | Constantinos Soteriou         |
| 29 | Bulgaria (bandiera)      | A     | Stanislav Kostov              |
| 32 | Cipro (bandiera)         | D     | Evangelos Kyriacou (capitano) |
| 31 | Guinea-Bissau (bandiera) | C     | Nani Soares                   |
| 39 | Curaçao (bandiera)       | A     | Gino van Kessel               |
| 71 | Grecia (bandiera)        | P     | Christos Karadais             |
| 80 | Giordania (bandiera)     | C     | Omar Hani                     |
| 93 | Cipro (bandiera)         | P     | Neofytos Michaīl              |
|    | Serbia (bandiera)        | D     | Nemanja Miletić               |

### Rosa 2020-2021
Aggiornata al 6 settembre 2020.
| N. |                          | Ruolo | Calciatore           |
| -- | ------------------------ | ----- | -------------------- |
| 2  | Cipro (bandiera)         | D     | Paris Psaltis        |
| 3  | Guinea-Bissau (bandiera) | D     | Sambinha             |
| 5  | Ghana (bandiera)         | C     | Kingsley Sarfo       |
| 7  | Camerun (bandiera)       | A     | Edgar Salli          |
| 8  | Grecia (bandiera)        | C     | Iraklīs Garoufalias  |
| 9  | Grecia (bandiera)        | A     | Vasilīs Mantzīs      |
| 10 | Brasile (bandiera)       | C     | Gustavo              |
| 11 | Camerun (bandiera)       | C     | Fabrice Kah          |
| 14 | Spagna (bandiera)        | C     | Omar Santana         |
| 15 | Spagna (bandiera)        | D     | Christian Manrique   |
| 20 | Cipro (bandiera)         | A     | Panagiotis Zachariou |
| 23 | Cipro (bandiera)         | C     | Marios Pechlivanis   |

| N. |                          | Ruolo | Calciatore                    |
| -- | ------------------------ | ----- | ----------------------------- |
| 24 | Cipro (bandiera)         | D     | Stelios Andreou               |
| 28 | Cipro (bandiera)         | D     | Constantinos Soteriou         |
| 29 | Bulgaria (bandiera)      | A     | Stanislav Kostov              |
| 32 | Cipro (bandiera)         | D     | Evangelos Kyriacou (capitano) |
| 31 | Guinea-Bissau (bandiera) | C     | Nani Soares                   |
| 39 | Curaçao (bandiera)       | A     | Gino van Kessel               |
| 71 | Grecia (bandiera)        | P     | Christos Karadais             |
| 80 | Giordania (bandiera)     | C     | Omar Hani                     |
| 93 | Cipro (bandiera)         | P     | Neofytos Michaīl              |
|    | Serbia (bandiera)        | D     | Nemanja Miletić               |

### Rosa 2019-2020
Aggiornato al 30 settembre 2019.
| N. |                          | Ruolo | Calciatore                     |
| -- | ------------------------ | ----- | ------------------------------ |
| 1  | Bulgaria (bandiera)      | P     | Mario Kirev                    |
| 2  | Cipro (bandiera)         | D     | Paris Psaltis                  |
| 3  | Guinea-Bissau (bandiera) | D     | Sambinha                       |
| 4  | Guinea (bandiera)        | D     | Ousmane Sidibé                 |
| 5  | Portogallo (bandiera)    | D     | Kiko                           |
| 6  | Camerun (bandiera)       | C     | Eyong Enoh                     |
| 7  | Portogallo (bandiera)    | C     | Rogério Silva                  |
| 8  | Venezuela (bandiera)     | C     | Rafael Acosta                  |
| 10 | Cipro (bandiera)         | C     | Giōrgos Oikonomidīs (capitano) |
| 11 | Camerun (bandiera)       | C     | Fabrice Kah                    |
| 16 | Brasile (bandiera)       | C     | Vinicius                       |
| 17 | Cipro (bandiera)         | C     | Loukas Andreou                 |
| 18 | Camerun (bandiera)       | C     | Landry                         |

| N. |                          | Ruolo | Calciatore            |
| -- | ------------------------ | ----- | --------------------- |
| 20 | Cipro (bandiera)         | A     | Panagiotis Zachariou  |
| 21 | Cipro (bandiera)         | P     | Andreas Hadjigavriel  |
| 26 | Brasile (bandiera)       | A     | Tiago Azulão          |
| 28 | Cipro (bandiera)         | D     | Constantinos Soteriou |
| 31 | Guinea-Bissau (bandiera) | C     | Nani Soares           |
| 32 | Cipro (bandiera)         | C     | Evangelos Kyriacou    |
| 40 | Cipro (bandiera)         | A     | Christos Venizelos    |
| 50 | Cipro (bandiera)         | D     | Stelios Andreou       |
| 66 | Cipro (bandiera)         | C     | Andreas Pachipis      |
| 77 | Algeria (bandiera)       | C     | Bilal Hamdi           |
| 91 | Slovacchia (bandiera)    | P     | Pavol Bajza           |
| 93 | Francia (bandiera)       | C     | Dylan Duventru        |
| 99 | Togo (bandiera)          | A     | Jonathan Ayité        |